# Wulingyuan
Wulingyuan (in cinese: 武陵源风景名胜区, Wǔlíng Yuán) è un'area di interesse storico e paesaggistico che si trova nella provincia di Hunan, in Cina.

## Geografia
Questa regione è famosa per il tipo di formazione carsica e per i pilastri di quarzareniti; di questi ne sono presenti oltre 3.000, alcuni dei quali alti più di 200 metri. Oltre ai pilastri, la zona comprende inoltre 40 caverne, molte delle quali con larghi depositi di calcite, e due ponti naturali, il Xianrenqiao (il "Ponte degli Immortali") e il Tianqiashengkong (il "Ponte che attraversa il cielo").
L'area si trova nella città-prefettura di Zhangjiajie, a circa 270 chilometri a nord-ovest del capoluogo della provincia di Hunan, Changsha. Situata tra 29°16′00″N 110°22′00″E e 29°24′00″N 110°41′00″E, nel 1992 è stata designata Patrimonio Mondiale dell'Umanità dall'UNESCO.
La zona del Wulingyuan, inoltre, contiene parte dei monti Wuling e, oltre ad altri parchi nazionali, contiene il Parco forestale nazionale Zhangjiajie.
Dal 2002 vi è presente l'imponente ascensore Bailong, alto 326 metri, che consente ai visitatori una vista di tale parco particolarmente spettacolare.